# Lupburg
Lupburg település Németországban, azon belül Bajorországban. Lakosainak száma 2568 fő (2023. december 31.).

## Népesség
A település népessége az elmúlt években az alábbi módon változott:
| Lakosok száma | 677  | 806  | 1487 | 1979 | 2313 | 2358 | 2383 | 2382 | 2500 | 2568 |
|               | 1875 | 1950 | 1975 | 1987 | 2012 | 2014 | 2016 | 2017 | 2021 | 2023 |